# Olympic Indoor Hall
Le Olympic Indoor Hall (en grec moderne : Ολυμπιακό Κλειστό Γυμναστήριο) est une salle omnisports située dans le Complexe olympique d'Athènes, à Maroussi, au nord-est d’Athènes en Grèce.

## Histoire
La salle est utilisée pour la gymnastique artistique et le trampoline, et a également accueilli les finales des matchs de basket-ball lors des Jeux olympiques d'été de 2004. La rénovation du bâtiment pour les Jeux s'est achevée le 30 juin 2004 et il a été officiellement rouvert le 10 août 2004, peu avant le début des Jeux olympiques.

## Événements
- Tournoi Acropolis
- Championnat d'Europe de basket-ball 1995
- Championnat du monde de basket-ball masculin 1998
- Tournoi final de Basket-ball aux Jeux olympiques d'été de 2004
- Gymnastique aux Jeux olympiques d'été de 2004 (gymnastique artistique et trampoline)
- Concours Eurovision de la chanson 2006
- Final Four de l'Euroligue de basket-ball 2006-2007
- League of Legends European Championship Finals 09/2019

## Galerie

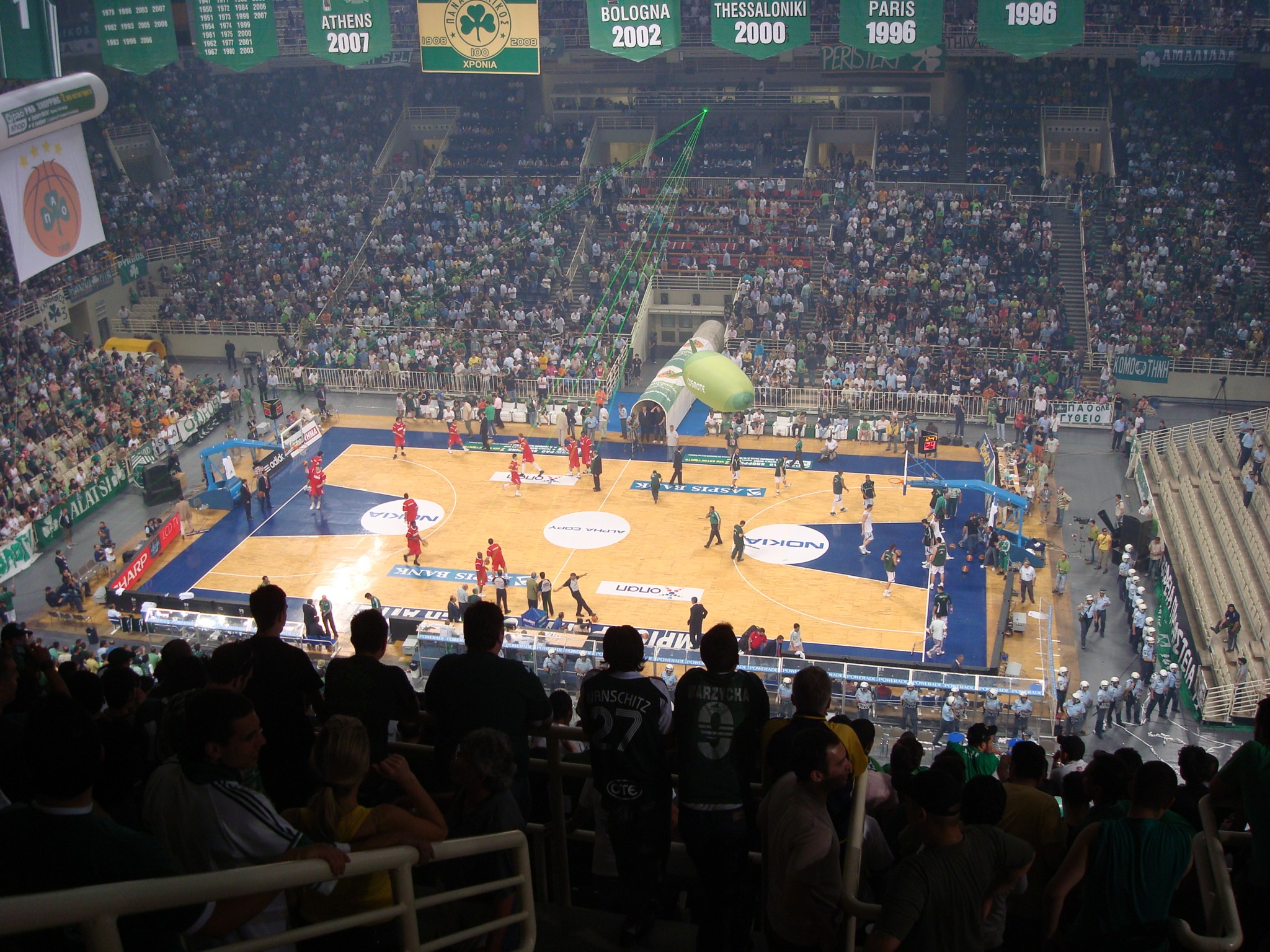
Vue du haut des gradins en 2008.
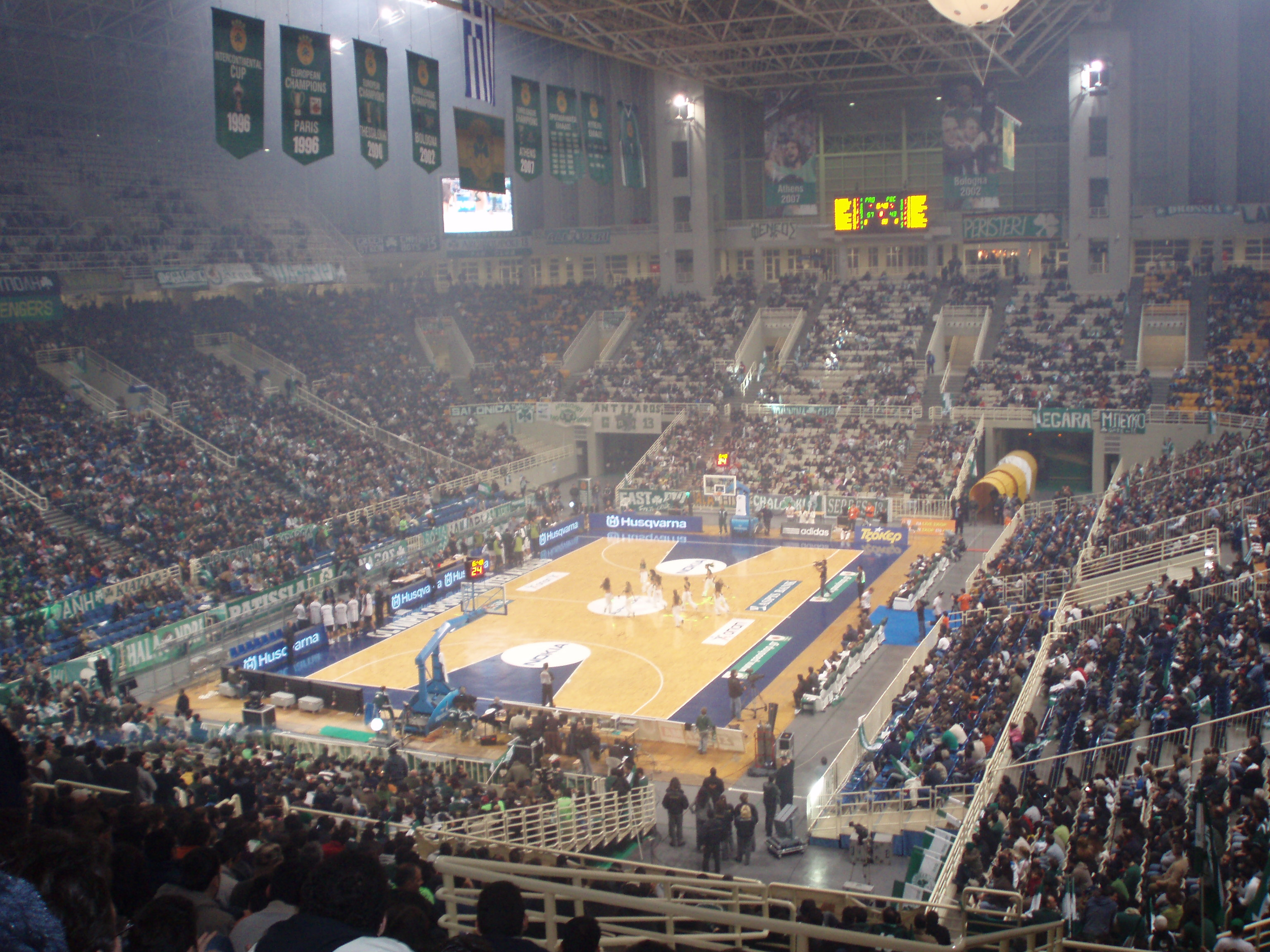
La salle lors d'un match de basket-ball.
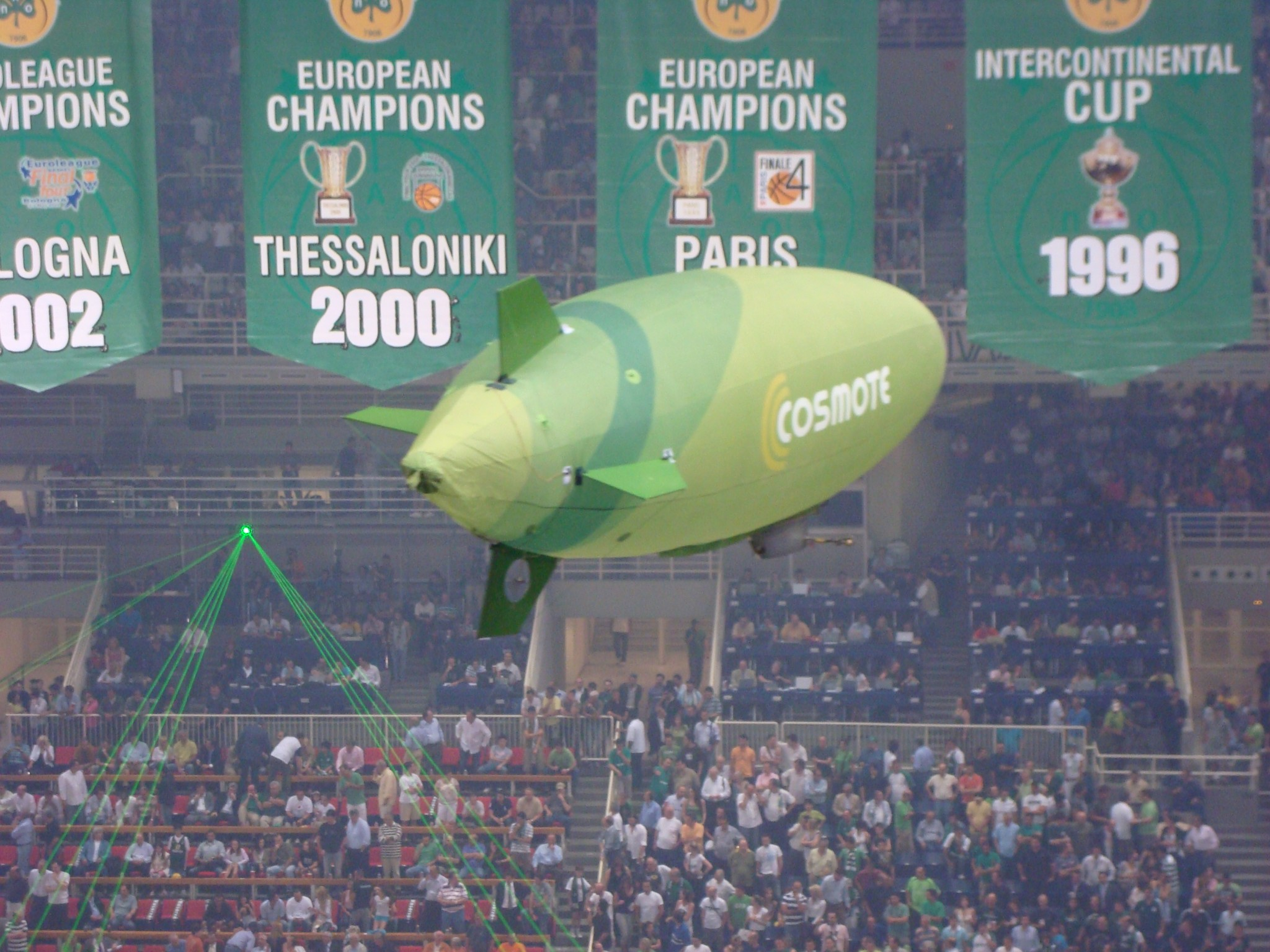
Le dirigeable Cosmote à l'intérieur du stade pendant la finale de championnat de basket-ball grecque 2008.